# 堯恩
尧恩（德語：Jaun，德語發音：[ˈjaʊ̯n]，發音：[balaˈvwɛrda] ⓘ）是瑞士弗里堡州的一个市镇。该市镇总面积为55.24平方千米，截至2018年12月31日总人口为644人。

## 历史
Jaun 于 1228 年首次被提及，当时名为Balavarda。1397年，它被更名为Youn。